# Archaraeoncus sibiricus
Archaraeoncus sibiricus är en spindelart som beskrevs av Kirill Yeskov 1988. Archaraeoncus sibiricus ingår i släktet Archaraeoncus och familjen täckvävarspindlar. Inga underarter finns listade i Catalogue of Life.